# Cabra del Santo Cristo
Cabra del Santo Cristo là một đô thị trong tỉnh Jaén, Tây Ban Nha. Theo điều tra dân số 2006 (INE), đô thị này có dân số là 2.212 người.
37°42′B 3°17′T / 37,7°B 3,283°T